# Dendropemon gonavensis
Dendropemon gonavensis là một loài thực vật có hoa trong họ Loranthaceae. Loài này được Urb. mô tả khoa học đầu tiên năm 1929.